# Цзу Дашоу
Цзу Дашоу, второе имя — Фую (祖大壽; ум. в 1656) — китайский военачальник, служивший на северной границе династии Мин во время переходного периода Мин-Цин в китайской истории. Он сражался против династии Цин в нескольких крупных сражениях, прежде чем в конечном итоге сдался им в 1642 году. Предполагаемый потомок генерала династии Восточная Цзинь Цзу Ти, он был дядей по материнской линии генерала Мин У Саньгуя, который сдал Шанхайский перевал силам Цин и перешли на сторону маньчжуров. Могила Цзу была приобретена Королевским музеем Онтарио в Торонто, Канада, и считается одним из «знаковых объектов» музея.

## Предыстория
Цзу Дашоу родился в Нинюане, современный Синчэн, провинция Ляонин, во времена династии Мин. Год его рождения неизвестен. Его второе имя — Фую (復宇).

## Оборона Пекина
В ноябре 1629 года армия Цин под командованием Хунтайцзи вторглась в Минскую империю, обойдя хорошо защищенную крепость Мин в Нинъюань к северу от Великой стены, где отец Хунтайцзи Нурхаци потерпел поражение тремя годами ранее в битве при Нинъюань. Проскользнув через дружественную монгольскую территорию, маньчжуры атаковали на западе через перевал Сифэнкоу в провинции Хэбэй, стремясь к столице Пекину. Юань Чунхуань, командующий гарнизоном Нинъюань, послал 20 000 солдат под командованием Цзу Дашоу, чтобы освободить Пекин. Цзу пересек Великую стену через Шанхайский перевал и двинулся на Пекин, разгромив маньчжуров за городскими стенами.

## Возвращение Луаньчжоу
Хотя силы Хунтайцзи были вынуждены отступить, тем не менее, во время его экспедиции 1629 года захватили города Луаньчжоу, Цяньань, Цзуньхуа и Юнпин (современный уезд Лулун). В 1630 году он оставил своего двоюродного брата бэйлэ Амина в Юнпин для защиты вновь завоеванной территории. Цзу Дашоу предпринял контратаку и вернул Луаньчжоу. В ответ бэйлэ Амин приказал устроить резню мирного населения Цяньань и Юнпин, разграбив города и оставив их Мин. Известие о резне привело в ярость Хунтайцзи, который налаживал отношения с ханьским китайским населением, чтобы умиротворить захваченные города и поощрять дезертирство офицеров Мин. Он арестовал и заключил Амина в тюрьму, воспользовавшись возможностью присвоить армию Амина «Синее знамя с каймой», передав её младшему брату Амина Цзиргалану, который был близок к Хунтайцзи.

## Осада Далинхэ
В 1631 году Цзу Дашоу служил командиром гарнизона Цзиньчжоу. Он возглавлял свои войска для осмотра Далинхэ (современный Линхай), когда Хунтайцзи, командующий 20-тысячным отрядом маньчжурских, монгольских и ханьских китайских войск, прибыл, чтобы атаковать город 1 сентября. О присутствии людей Цзу стало известно Хунтайцзи, когда его патрули захватили жителя Мин за городом. Вместо того чтобы атаковать город напрямую, маньчжурские войска приготовились к длительной осаде, построили вокруг города ров и охраняли дороги недавно сформированными артиллерийскими частями, вооруженными португальскими пушками, под командованием китайского генерала Тун Янсина.
Маньчжурские силы сосредоточили свои усилия на захвате замков, окружающих Далинхэ, отправив к каждому гонцов с предложением сдаться. Они также неоднократно обращались к самому Цзу с просьбой о его подчинении. Тем временем несколько сил по оказанию помощи Мин были разбиты маньчжурами за пределами города. В октябре к Цзиньчжоу прибыла более крупная армия Мин численностью 40 000 человек под командованием зятя Цзу, У Сяна. Хунтайцзи мобилизовал свои войска и вступил в полевой бой с силами Мин, одержав победу. 13 октября Хунтайцзи снова написал Цзу Дашоу с просьбой о его сдаче, но не получил ответа. 14 октября Хунтайцзи выманил людей Цзу совершить вылазку в попытке отбить один из фортов за пределами города. Провал атаки Цзу заставил его отступить за стены. никогда больше не нападать на время осады. 19 октября прибыла ещё одна армия Мин под командованием Чжан Чуня. Используя артиллеристов Тонг Янсина, Хунтайцзи прорвал оборону Мин. Маньчжуры разгромили армию Чжана, понеся при этом тяжелые потери. Чжан Чунь был схвачен и перешел на сторону маньчжуров.

## Первая капитуляция
5 ноября Юзичжан, самый большой из фортов, окружающих Далинхэ, сдался после нескольких дней обстрела португальскими пушками «красного варвара» Тон Янсина. Остальные форты вскоре сдались один за другим. К середине ноября припасы в маньчжурском лагере иссякли, но ситуация внутри стен Далинхэ, где население прибегло к каннибализму, была намного хуже. Между двумя армиями произошел обмен сообщениями о возможности капитуляции. Приемный сын Цзу Дашоу Цзу Кефа был отправлен в маньчжурский лагерь. Когда его спросили, почему Мин продолжают бессмысленно защищать опустевший теперь город, Цзу Кефа ответил, что все офицеры помнят, что произошло в Юнпине, где Амин вырезал население в прошлом году.
После обмена новыми сообщениями Цзу заявил о своей готовности сдаться при условии, что хан немедленно отправит войска для нападения на Цзиньчжоу, где жили семьи Цзу и многих его офицеров. Это позволило бы солдатам воссоединиться со своими родственниками. Зная, что его армия не в состоянии предпринять ещё одну крупную атаку, Хунтайцзи согласился на план, согласно которому Цзу сам вернется в Цзиньчжоу, командиром которого он все ещё был, под предлогом побега из Далинхэ. Войдя в город, он передавал его хану. Когда план был принят, силы Цзу наконец сдали Далинхэ 21 ноября.

## Побег в Цзиньчжоу
Вскоре после капитуляции Хунтайцзи Цзу был отправлен в Цзиньчжоу вместе с 26 вассалами для реализации своего плана по захвату города. 26 ноября он отправил письмо из Цзиньчжоу, в котором объяснил, что ему нужно больше времени для планирования переворота. Ответ Хунтайцзи на это письмо остался без ответа. Несмотря на то, что Цзу Дашоу оставил своих сыновей и племянников на попечение хана, он вернулся в Мин, чтобы снова командовать гарнизоном Цзиньчжоу. В последующие годы его сыновья станут важными офицерами маньчжурской армии Цин. Цзу Зерун присоединился к Простому Жёлтому Знамени в качестве генерала, а Цзу Кефа стал ведущим архитектором завоевания Мин.

## Вторая капитуляция
В 1636 году Хунтайцзи провозгласил себя императором Тайцзуном династии Цин. Подчинив Корею и Внутреннюю Монголию, он снова обратил свой взор на Цзиньчжоу. Цин нападал на Цзиньчжоу в 1639 году и снова в 1640 году. Оба раза они терпели поражение от Цзу Дашоу. В 1641 году Тайцзун послал армию для осады Цзиньчжоу и Суншань . Командующим Суншанем был Хун Чэнчжоу, главнокомандующий пограничной обороной. Суншань был взят в плен 18 марта 1642 года вместе с несколькими братьями Цзу Дашоу: Цзу Дале, Цзу Дамин и Цзу Дачэн. Цзу Дале был младшим братом Цзу Дашоу, и вместе с сыновьями Дашоу был отправлен поговорить с Цзу Дашоу во время осады Цзиньчжоу, чтобы убедить его сдаться, что он и сделал 8 апреля 1642 года, после длительной осады, в ходе которой всего лишь как и ранее в Далинхэ, его войска прибегли к каннибализму. Хунтайцзи, ныне император Тайцзун, упрекнул Цзу в его предательстве после его первой капитуляции в Далинхэ. Тем не менее, Цзу был прощен и ему разрешили служить Цин вместе с другими членами его клана, многие из которых уже служили с отличием.

## Служба при Цин
Сдавшись Цин, Цзу написал несколько писем командиру Нинюаня, своему племяннику У Саньгую, с просьбой перейти на сторону Цин. Когда повстанцы Ли Цзычэна захватили Пекин в 1644 году, что спровоцировало самоубийство Чжу Юцзяня (императора Чунчжэня), У Саньгуй вступил в союз с династией Цин. Он открыл ворота Шанхайского перевала для цинской армии под командованием Доргона, чтобы организовать совместную кампанию по изгнанию повстанцев из столицы. Этим актом Цин захватил Пекин. Хотя война между Мин и Цин продлится на несколько десятилетий дольше, Мин никогда не оправится от этой потери, и в конечном итоге Цин уничтожит Мин.
Цзу Дашоу умер в Пекине в 1656 году. Он был похоронен со всеми почестями как член простого жёлтого знамени. Несколько членов его семьи имели наследственные звания, двое из них стали виконтами.

## Могила
В 1921 году Чарльз Трик Каррелли, археологический директор Королевского музея Онтарио в Торонто (Канада), приобрел набор китайских артефактов у торговца мехом Джорджа Крофтса. Среди артефактов наиболее впечатляющей оказалась так называемая «Гробница Мин», привезенная из деревни к северу от Пекина. Ходили слухи, что это могила Цзу Дашоу, но слухи подтвердились только 90 лет спустя, когда исследователи пришли к выводу, что гробница принадлежала Цзу Дашоу и трем его женам. Могила включена в список «знаковых объектов» музея.
В 2013 году в его родном городе Синчэн было найдено 25 фрагментов надгробия Цзу Дашоу. Самый большой фрагмент весит более 200 килограммов (440 фунтов). В целом фрагменты составляют верхнюю половину его надгробия, на котором написан 81 китайский иероглиф. Первоначально надгробие было не менее 3 метров (9,8 футов) в высоту. Его потомки до сих пор живут в этом районе.